# Cabinet fantôme de John Major
Blair Hague
John Major, Leader du Parti conservateur, a été Leader de l'opposition du 2 mai 1997, après sa défaite aux élections générales de 1997, jusqu'au 19 juin 1997, date à laquelle William Hague a été élu pour lui succéder. À la suite de la défaite, Major a annoncé sa démission de son poste de leader. Mais, pour des raisons logistiques, un nouveau leader n'a pu être élu avant plusieurs semaines. Entre-temps, , Major a nommé un cabinet fantôme intérimaire.
Le cabinet fantôme était basé sur le cabinet final de Major. Cependant, comme sept ministres du Cabinet avaient perdu leur siège aux élections générales et un autre n'ayant pas contesté son siège, plusieurs sièges étaient restés vacants. Celles-ci ont été en grande partie remplies soit par le major lui-même, soit par un ministre compétent du cabinet sortant.
Le poste de secrétaire d'État fantôme pour l'Écosse n'a pas été pourvu car les conservateurs avaient perdu tous leurs parlementaires écossais lors de l'élection. Michael Howard et William Hague se sont vu confier la responsabilité conjointe des questions constitutionnelles, y compris le mandat de gérer la législation écossaise sur la dévolution.

## Membres du Cabinet fantôme
| Portfolio | Ministre du cabinet fantôme            |
| --- | -------------------------------------- |
| Leader de la très loyale opposition de Sa Majesté Leader du Parti conservateur Secrétaire d'État des Affaires étrangères du cabinet fantôme Secrétaire d'État à la Défense du cabinet fantôme | John Major                             |
| Deputy Leader de l'Opposition Chancelier du duché de Lancaster du cabinet fantôme Secrétaire d'État au commerce et à l'industrie du cabinet fantôme                                           | Michael Heseltine                      |
| Chancelier de l'Échiquier du cabinet fantôme | Kenneth Clarke                         |
| Secrétaire d'État Home Department du cabinet fantôme Secrétaire d'État fantôme avec un intérêt particulier pour les questions constitutionnelles                                              | Michael Howard                         |
| Secrétaire d'État à la Santé du cabinet fantôme | Stephen Dorrell                        |
| Secrétaire d'État à l'Éducation et à l'Emploi du cabinet fantôme | Gillian Shephard                       |
| Secrétaires d'État pour la sécurité sociale du cabinet fantôme | Peter Lilley                           |
| Secrétaire d'État aux Transports du cabinet fantôme | Sir George Young                       |
| Secrétaire d'État pour le pays de Galles du cabinet fantôme Secrétaire d'État fantôme avec un intérêt particulier pour les questions constitutionnelles                                       | William Hague                          |
| Ministre de l'Agriculture, de la Pêche et de l'Alimentation du cabinet fantôme | Douglas Hogg                           |
| Lord Chancelier du cabinet fantôme | James Mackay, Lord Mackay de Clashfern |
| Secrétaire d'État à l'Environnement du cabinet fantôme | John Gummer                            |
| Secrétaires d'État pour le patrimoine national du cabinet fantôme | Virginia Bottomley                     |
| Leader de l'Opposition à la Chambre des lords | Vicomte Cranborne                      |
| Président du Parti conservateur | Brian Mawhinney                        |
| Leader fantôme de la Chambre des communes Opposition Chief Whip | Alastair Goodlad                       |